# Józef Sękiewicz
Józef Sękiewicz (ur. w 1845 lub 1846, zm. ok. 25 czerwca 1897 w Szymbarku) – polski nauczyciel, działacz społeczny, właściciel ziemski, dyrektor c. k. gimnazjów w Buczaczu i w Drohobyczu, członek Rady gminnej w Jaśle i Rady szkolnej okręgowej w Buczaczu.

## Życiorys
Z końcem roku szkolnego 1875/76 nauczyciel Józef Sękiewicz opuścił C. K. Wyższe Gimnazjum realne im. Franciszka Józefa w Drohobyczu, przeniesiony na własne żądanie do c. k. Gimnazyum w Jaśle. W roku szkolnym 1877/78 pracował jako nauczyciel w c.k. Wyższym Gimnazjum w Jaśle, w latach szkolnych 1878/79, 1889/90 – jako profesor w tej szkole. W 1880 Wyższa Rada szkolna krajowa przyznała mu pierwszy dodatek pięcioletni do płacy. W 1892 decyzją Ministra Wyznań Religijnych i Oświecenia otrzymał VIII klasę rangi w zawodzie. 
Najwyższym postanowieniem z 12 czerwca 1893 został mianowany dyrektorem c.k. niższego państwowego Gimnazjum w Buczaczu. 12 października 1895 został mianowany dyrektorem C. K. Wyższego Gimnazyum im. Franciszka Józefa w Drohobyczu. Rozporządzeniem z dnia 15 kwietnia 1897 l. 8385 c.k. Wyższa Rada szkolna krajowa poruczyła załatwianie spraw kancelaryjnych za chorego dyrektora c. k. gimnazyum  w Drohobyczu profesorowi tutejszego zakładu Józefowi Przybylskiemu. 8 października 1896 w obecności Jego Ekscelencji Namiestnika, ks. Eustachego Sanguszki, Prezydenta C. K. Rady Szkolnej Krajowej Michała Bobrzyńskiego, radcy Namiestnictwa G. Mautnera, inspektora szkół średnich Emanuela Dworskiego, radcy szkolnego ks. kan. A. Toronskiego i innych gości uczestniczył w uroczystości poświęcenia nowego gmachu gimnazjum w Drohobyczu zakończonego przez gminę. Józef Sękiewicz przemawiał w końcu uroczystości. 
Jako delegat miasta Jasła w kwietniu 1887 uczestniczył w pogrzebie Józefa Ignacego Kraszewskiego. Członek Rady gminnej w Jaśle m.in. w 1890. 31 stycznia 1892 podczas posiedzenia Koła jasielsko-sanockiego Towarzystwa nauczycieli szkół wyższych został wybrany w skład jego nowego Wydziału. Jako członek Rady szkolnej okręgowej w Buczaczu wzmiankowany m.in. w 1895.
18 lipca 1894 wraz ze żoną przyjechał do Lwowa, 22 października 1889, w lipcu 1895 sam.
Przez pewien czas był właścicielem Dworu obronnego w Szymbarku.
Napisał wspomnienie pośmiertne o Andrzejowi Karpińskim, dyrektorze c.k. Gimnazjum w Jaśle.
Zmarł krótko przed 25 czerwca 1897 w Szymbarku (obecnie w województwie małopolskim, w powiecie gorlickim) w 51 roku życia.